# Phytomyza genalis
Phytomyza genalis är en tvåvingeart som beskrevs av Axel Leonard Melander 1913. Phytomyza genalis ingår i släktet Phytomyza och familjen minerarflugor.
Artens utbredningsområde är Illinois. Inga underarter finns listade i Catalogue of Life.